# Iwanowka (wieś w rejonie partizańskim)
Iwanowka (ros. Ивановка) – wieś (dieriewnia) w Rosji, w Kraju Krasnojarskim, w rejonie partizańskim. W 2021 liczyła 190 mieszkańców.